# ملحمة تانيا الآثمة
ملحمة تانيا الآثمة (باليابانية: 幼女戦記، بالروماجي: Yōjo Senki) هي سلسلة رواية خفيفة يابانية من تأليف كارلو زين والرسومات التوضيحية من شينوبي شينوتسكي. بعد اكتساب الرواية شعبية كبيرة تم تحويل الرواية إلى مانغا من رسم جيكا توجو ونشر كادوكاوا شوتين، وتم تحويل الرواية إلى أنمي تلفزيوني أيضاً من إنتاج استديو نات.

## القصة
ترتكز قصة الرواية على فتاة تحارب في الخطوط الأمامية للمعركة. شعرها أشقر، عيناها زرقاوان، وبشرتها بيضاء إلى حد الشحوب، الفتاة هي تانيا ديغريتشاف وهي تقوم بتمزيق الأعداء بلا رحمة. تانيا تُركز على الارتقاء بوظيفتها أكثر من أي شيء آخر في الحياة ولذلك ستصبح أخطر ساحرات الجيش الإمبراطوري.

## الشخصيات
- تانيا ديغريتشاف (باليابانية: (ターニャ・デグレチャフ)

مؤدية الصوت في الأنمي هي أوي يوكي.
- فيكتوريا ايفانوفنا سيريبراغوف (فيشا) (باليابانية: ヴィクトーリヤ・イヴァーノヴナ・セレブリャコーフ (ヴィーシャ))

مؤدية الصوت في الأنمي هي ساوري هايامي.
- ايرغ فون ريريغين (باليابانية: エーリッヒ・フォン・レルゲン)

مؤدي الصوت هو شينيتشيرو ميكي.
- كيرت فون ريديرسدوف (باليابانية: クルト・フォン・ルーデルドルフ)

مؤدي الصوت في الأنمي هو تيشو غيندا.
- هانس فون زيتوير (باليابانية: ハンス・フォン・ゼートゥーア)

مؤدي الصوت في الأنمي هو هوتشو أوتسكا.

## الحلقات
| رقم الحلقة | عنوان الحلقة                                                 | تاريخ العرض الأصلي   |
| --- | ------------------------------------------------------------ | -------------------- |
| 1 | «شيطان راين» "Rain no Akuma" (ラインの悪魔)                  | 6 كانون الثاني 2017  |
| عام 1924، وسط حربٍ ضروس، الملازمة الثانية تانيا ديغريتشاف، وسط تساقط الأمطار والقذائف والرّصاص، تطيرُ عاليًا بنبلٍ وتقضي على فصائل وحدها وكأنها جنيّة حرب.                                                                                              |                                                              |                      |
| 2 | «تقديم» "Purorōgu" (プロローグ)                              | 13 كانون الثاني 2017 |
| ماضي تانيا ومن كانت قبل إعادة الولادة وكيف أصبحت ملازمة ثانية وفازت بوسام هجوم الأجنحة الفضية. |                                                              |                      |
| 3 | «ديوس فولت» "Kami ga Sore o Nozomareru" (神がそれを望まれる) | 20 كانون الثاني 2017 |
| تخضع تانيا إلى اختبار جوهرة حسابية جديدة كان محكومٌ عليها بالفشل لولا تدخل الكيان إكس بمعجزة، ترقية تانيا من ملازمة ثانية إلى ملازمة أولى وارتيادها أكاديمية الجيش.                                                                                |                                                              |                      |
| 4 | «حياة المخيم» "Kyanpasu Raifu" (キャンパス・ライフ)          | 27 كانون الثاني 2017 |
| تنضم تانيا إلى الأكاديمية العسكرية حيث تظهر تفوقها كالعادة وتلفت انتباه النائب زيتور وتقدم له اقتراحًا مبهرًا، لكن لا تعلم أن اقتراحها سيضعها في منصبٍ أخطر من الجبهة.                                                                               |                                                              |                      |
| 5 | «كتيبتي الأولى» "Hajimari no daitai" (はじまりの大隊)        | 3 شباط 2017          |
| كما هو متوقع من تانيا، معايير القبول لكتيبة السحرة كانت أكثر من صارمة وعدد المقبولين قليل إلّا أنها مع ذلك تحرص على تدريبهم بشكلٍ صارم وقليلًا بعد ذلك، تواجه كتيبتها اختبارًا حيًّا أمام جيش العدو فهو ستنجح هذه الكتيبة التي تقودها الرائد ديغريتشاف؟ |                                                              |                      |
| 6 | «بداية الجنون» "Kyōki no makuake" (狂気の幕開け)             | 10 شباط 2017         |
| تلقت الكتيبة الـ203 أمرًا بالانتقال إلى الشمال لمواجهة هجوم تحالف الوفاق وحماية الإمدادات، بينما بدا أن جيش الإمبراطورية سيخسر، كان لتانيا رأيٌ آخر.                                                                                                |                                                              |                      |
| 6.5 | «تقرير الحرب» "Senkyō hōkoku" (戦況報告)                     | 17 شباط 2017         |
| حلقة جانبية وتلخيص لكل مجريات وأبرز أحداث الحلقات السابقة. |                                                              |                      |
| 7 | «معركة فيورد» "Fiyorudo no kōbō" (フィヨルドの攻防)          | 24 شباط 2017         |
| تقترح تانيا استراتيجية فريدة من نوعها لاحتلال أورس فيورد وتبادر هي وكتيبتها في شنّ هجومٍ مفاجئ. |                                                              |                      |
| 8 | «محاكمة بالنار» "Hi no Shiren" (火の試練)                    | 3 آذار 2017          |
| بدأ البارتشيسان تمرّدًا بمدينة أرين ولقوا دعم الجمهورية أيضًا، بالتالي فقط تلقت كتيبة بيكسي أمرًا بقمع المتمردين بالمدينة وإبادة سحرة الجمهورية. |                                                              |                      |
| 9 | «التحضير للتقدم» "Zenshin Junbi" (前進準備)                  | 10 آذار 2017         |
| مجدّدًا توكل كتيبة تانيا بمهمة بالغة الخطورة، مهمة قد تضع نهاية للحرب أخيرًا. |                                                              |                      |
| 10 | «الطريق إلى النصر» "Shōri e no michi" (勝利への道)           | 17 آذار 2017         |
| عملية الصدمة والرعب قد أثمرت عن نجاح تام وتمكنت الإمبراطورية من إسقاط وتطويق الجمهورية، لكن لدى تانيا مواجهة جديدة مع عدو قديم. |                                                              |                      |
| 11 | «مقاومة» "Teikōsha" (抵抗者)                                 | 24 آذار 2017         |
| تواجه كتيبة تانيا خطرًا أخيرًا قبل انتصارهم على الجمهورية، هدنة مؤقتة لكن ليست نهاية الحرب، هذا ما تتوصل إليه تانيا وتأتي بخطةٍ لوضع نهاية للحرب لكن تقابل بالرفض.                                                                                   |                                                              |                      |
| 12 | «كيف تستغل الانتصار» "Shōri no tsukaikata" (勝利の使い方)    | 31 آذار 2017         |
| اتّضح أن مخاوف تانيا كانت في محلّها من جديد، بحيث أنّ الجمهورية لم تستسلم بعد كما أنها باتت أقوى الآن بدعمٍ من الولايات المتحدة ويبدو أنّ نيران الحرب ستتأجج أكثر وتانيا تتحدّى الكيان إكس من جديد.                                                     |                                                              |                      |

## روابط خارجية
- ملحمة تانيا الآثمة على موقع ميوزك برينز (الإنجليزية)
- ملحمة تانيا الآثمة على موقع ميوزك برينز (الإنجليزية)
- ملحمة تانيا الآثمة على موقع ANN manga (الإنجليزية)